# Urcesa
Urcesa o Urkesa fue una población celtíbera y romana de la antigua Hispania. Se conoce de su existencia antigua gracias a la obra de Ptolomeo. Aunque a través de los siglos se han sugerido -con muy poco fundamento- las ubicaciones más dispares, y durante mucho tiempo no parecía posible su reducción geográfica a un lugar conocido hoy en día, un trabajo reciente de E. González Cravioto parece haber encontrado argumentos muy sólidos para su ubicación en la localidad conquense de Vara de Rey.

## Propuestas de ubicación
Una de las propuestas que más éxito tuvo en su día fue la que ubicaba Urcesa en la población albaceteña de Alcaraz, a partir de la obra de Fray Estevan (sic) Pérez de Pareja, de 1738, y por los numerosos y llamativos restos arqueológicos sin investigar que todavía se conservan en el paraje de Los Batanes de la dicha localidad. Son significativas las referencia medievales a esta ubicación, ya despoblada entonces, con el nombre de Alcaraz Viejo. Miguel Cortez y López en su Diccionario Geográfico - Histórico de la España Antigua -1836- lo vincula etimológicamente; Urceus, en latín y Alcaraza, en árabe significan lo mismo; "recipiente de agua". En su Apología de la lengua Bascongada, Pablo Pedro Astarloa - 1803 - afirma algo parecido. 
Sin embargo, parece demostrado que los límites de la Celtiberia estaban bastante más al norte, quedando Alcaraz en territorio oretano y, por tanto, íbero. Más lógica parecería, en ese sentido, la propuesta que situaba su territorio de influencia en los actuales términos de El Provencio y Villarrobledo, puesto que los confines de Celtiberia se sitúan aproximadamente en esa franja y, según los datos de Ptolomeo, Urcesa sería la población más meridional. 
Otras propuestas, como las que la sitúan en el municipio de Ossa de Montiel, Requena, Uclés u Orcera serían más ilógicas por su lejanía y tendrían escaso apoyo material y documental.

## Restos materiales
A esta ciudad se le atribuye la existencia de la ceca que acuñó moneda con la leyenda Urkesken, cuya traducción es (moneda) de los Urketanos, por su evidente parecido formal con las monedas celtíberas y, en especial, las de las cecas cercanas de Ikalesken (Iniesta) y Kelin (Caudete de las Fuentes). Así mismo, en El Amarejo (Bonete) apareció una inscripción votiva en idioma ibero que, igualmente, hace referencias a los urketanos, lo que parece confirmar que estuvo por la zona. No tiene sentido la muy extendida teoría que atribuye dichas monedas a Urci (Benahadux).
No se ha corroborado su estatus municipal mediante la epigrafía. Sin embargo es posible que tuviera cierta relevancia, en ese sentido, al ser ceca pre-augustea y, posteriormente, ser citada por Ptolomeo.

## Enlaces
- geografía-de-ptolomeo Archivado el 31 de mayo de 2017 en Wayback Machine.
- Geografía de Ptolomeo

- Datos: Q6157384